# Rainer Godel
Rainer Godel (* 2. April 1968 in Völklingen an der Saar) ist ein deutscher Germanist und Wissenschafts- und Kulturmanager.

## Leben
Rainer Godel studierte von 1987 bis 1992 Neuere deutsche Literaturwissenschaft, Ältere deutsche Philologie und Politikwissenschaft an der Universitas Saraviensis in Saarbrücken. Durch ein Promotionsstipendium der Friedrich-Ebert-Stiftung gefördert, schloss er 1997 seine germanistische Promotion an der Martin-Luther-Universität Halle-Wittenberg ab. 1998 arbeitete er als Wissensmanager bei der SIPA Unternehmer Beratung in Saarbrücken und Hamburg. 1998 – 2003 und 2004 – 2005 war er wissenschaftlicher Mitarbeiter am Interdisziplinären Zentrum für die Erforschung der Europäischen Aufklärung; 2005 – 2006 forschte er am Department of German der University of Wisconsin Madison mit einem Feodor-Lynen-Stipendium der Alexander-von-Humboldt-Stiftung. 2006 schloss er seine Habilitation in Neuerer deutscher Literaturwissenschaft in Halle ab. Ab 2006 fungierte er als wissenschaftlicher Koordinator des sachsen-anhaltischen Forschungsschwerpunkts „Aufklärung – Religion – Wissen“, unterbrochen durch eine Max-Kade-Gastprofessur an der University of Wisconsin Madison 2012. 2012 wurde ihm eine außerplanmäßige Professur für Neuere deutsche Literaturwissenschaft an der Martin-Luther-Universität Halle-Wittenberg verliehen. Im August 2013 übernahm er die Leitung des neu gegründeten Zentrums für Wissenschaftsforschung der Deutschen Akademie der Naturforscher Leopoldina – Nationale Akademie der Wissenschaften. Dieses leitete er bis Juni 2024. Seit Juni 2024 ist Rainer Godel Generalsekretär der  Deutschen Akademie für Sprache und Dichtung in Darmstadt.
Godels Forschungsschwerpunkte umfassen Wissens- und Wissenschaftsgeschichte von der Frühen Neuzeit bis in das 20. Jahrhundert; (Popular-)Philosophie, Anthropologie und Literatur in der Kultur- und Wissensgeschichte der europäischen Aufklärung; Mediengeschichte der Kontroverse in der Frühen Neuzeit sowie Wissen/Nichtwissen und Literatur. Seit Oktober 2010 ist er Mitherausgeber des Herder Yearbook der International Johann Gottfried Herder Society, zunächst mit  Karl R. Menges, dann mit Johannes Schmidt. Von 2019 bis 2021 war er Mitglied im Library Committee der Royal Society, von 2019 bis 2024 wissenschaftlicher und administrativer Koordinator und Sprecher des Steering Committee der European Academies Research Initiative.
Seit Februar 2018 ist er Mitglied im Editorial Board von Notes and Records, seit 2019 Mitglied im Library Committee der Royal Society und stellvertretender Vorsitzender des Landesverbandes Sachsen-Anhalt des  Deutschen Hochschulverbandes und seit 2023 Mitglied im International Advisory Board des Centre for the History of Science der Kungliga Vetenskapsakademien, Stockholm. Als Generalsekretär der Deutschen Akademie für Sprache und Dichtung ist er Ex officio-Mitglied in mehreren Vereinigungen im deutschen und internationalen Kulturbetrieb.
Publikationen (Auswahl)
Monographien
- Vorurteil – Anthropologie – Literatur. Der Vorurteilsdiskurs als Modus der Selbstaufklärung im 18. Jahrhundert. Tübingen (Niemeyer) 2007 (=Hallesche Beiträge zur Europäischen Aufklärung. Bd. 33) (Habilitationsschrift).
- Schillers Wallenstein-Trilogie. Eine produktionstheoretische Analyse. St. Ingbert (Röhrig Universitätsverlag) 1999 (= Saarbrücker Beiträge zur Literaturwissenschaft. Bd. 64) (Dissertation, Doktorvater Manfred Beetz).

Herausgeberschaft
- Vorträge und Abhandlungen zur Wissenschaftsgeschichte 2015/2016. Hrsg. von Rainer Godel, Dieter Hoffmann, Michael Kaasch und Joachim Kaasch, Stuttgart (Wissenschaftliche Verlagsgesellschaft) (= Acta Historica Leopoldina. Bd. 74) 2019.
- Ordnen – Vernetzen – Vermitteln. Kunst- und Naturalienkammern der Frühen Neuzeit als Lehr- und Lernorte. Hrsg. von Eva Dolezel, Rainer Godel, Andreas Pečar und Holger Zaunstöck, Stuttgart (Wissenschaftliche Verlagsgesellschaft) 2018 (=Acta Historica Leopoldina. Bd. 70).
- Vorträge und Abhandlungen zur Wissenschaftsgeschichte 2013/2014. Hrsg. von Rainer Godel, Dieter Hoffmann, Michael Kaasch, Joachim Kaasch und Florian Steger, Stuttgart (Wissenschaftliche Verlagsgesellschaft) 2016 (= Acta Historica Leopoldina. Bd. 65).
- „Krieg der Gelehrten“ und die Welt der Akademien 1914–1924. Hrsg. von Wolfgang U. Eckart und Rainer Godel, Stuttgart (Wissenschaftliche Verlagsgesellschaft) 2016 (= Acta Historica Leopoldina. Bd. 68).
- Welt-Anschauungen. Interdisziplinäre Perspektiven auf die Ordnung des Globalen. Hrsg. von Olaf Breidbach, Andreas Christoph und Rainer Godel, Stuttgart (Wissenschaftliche Verlagsgesellschaft) 2015 (= Acta Historica Leopoldina. Bd. 67).
- Classer les mots, classer les choses. Synonymie, analogie et métaphore au XVIIIe siècle. Hrsg. von Michèle Vallenthini, Charles Vincent und Rainer Godel, Paris (Classiques Garnier) 2014 (= Rencontres. Bd. 100).
- Zwischen Popularisierung und Ästhetisierung? Hanns Heinz Ewers und die Moderne. Hrsg. von Barry Murnane und Rainer Godel in Zusammenarbeit mit Erdmut Jost, Bielefeld (Aisthesis) 2014 (= Moderne-Studien. Bd. 16).
- Klopffechtereien – Missverständnisse – Widersprüche? Methodische und methodologische Perspektiven auf die Kant-Forster-Kontroverse. Hrsg. von Rainer Godel und Gideon Stiening, München (Wilhelm Fink) 2012 (= Laboratorium Aufklärung. Bd. 10).
- Shaftesbury. Hrsg. von Rainer Godel und Insa Kringler. Aufklärung. Interdisziplinäres Jahrbuch zur Erforschung des 18. Jahrhunderts und seiner Wirkungsgeschichte 22 (2010).
- Erzählen im Umbruch: Narration 1770–1810. Texte, Formen, Kontexte. Hrsg. von Rainer Godel und Matthias Löwe. Wezel-Jahrbuch 12/13 (2009/2010).
- Formen des Nicht-Wissens der Aufklärung. Hrsg. von Hans Adler und Rainer Godel, München (Wilhelm Fink) 2010 (= Laboratorium Aufklärung. Bd. 4).